# Поспєлова Тетяна Вадимівна
Поспєлова Тетяна Вадимівна - Доктор наук з державного управління. Доцент. Професор кафедри управління Факультету економіки та управління Київського університету імені Бориса Грінченка.

## Біографія
Народилася 13 квітня 1975 року.

### Освіта
Донецька державна академія управління 1997.

### Перелік місць роботи
Завідувач кафедри педагогіки та управління навчальними закладами Інституту післядипломної освіти інженерно-педагогічних працівників (м. Донецьк) «Університет менеджменту освіти» НАПН України.

## Професійний і науковий інтерес
Людський, особистісний потенціал; людський, особистісний розвиток; коучинг та управління діловою кар’єрою.

### Теми дисертацій (захищених)
- У 2004 р. захистила дисертацію на здобуття наукового ступеня кандидата економічних наук на тему «Організація управління кар’єрою на підприємстві» за спеціальністю 08.06.01 – економіка, організація і управління підприємствами (диплом ДК №022594).

- У 2013 р. захистила дисертацію на здобуття наукового ступеня доктора наук з державного управління на тему: «Державне управління людським розвитком в умовах трансформації українського суспільства» зі спеціальності 25.00.02 – механізми державного управління (диплом ДД №002726).

## Науково-дослідна та міжнародна діяльність

### Індекс цитування Google Академії
Цитування - 62, h-індекс - 3, i10-індекс - 1.

### Цікаві факти
25 лютого 2016 року рішенням Атестаційної колегії Міністерства освіти і науки України присвоєне вчене звання доцента кафедри управління (атестат 12ДЦ № 045962).
Гарант освітньо-професійної програми «Державне управління», галузі знань – 21 Публічне управління та адміністрування, спеціальності – 281 Публічне управління та адміністрування, яка в 2019 році пройшла успішну акредитацію.
Надавала фахову експертизу Стандарту вищої освіти 281 «Публічне управління та адміністрування» (бакалавр) та Стандарту вищої освіти 281 «Публічне управління та адміністрування» (магістр) на запити Департаменту вищої освіти Міністерства освіти і науки України від 04 квітня 2017 року № 4.3-17-647-17 та 01 червня 2017 року № 4.3-16-1132-17.
Була головою конкурсної комісії з  відбору кандидатур на заміщення вакантної посади директорів шкіл міста Києва та керівником робочої групи з розробки міської цільової програми  «Столична освіта 2015-2018рр.» на запит Департаменту освіти і науки виконавчого органу Київської міської ради (Київської міської державної адміністрації).
На запит керівника Програми НАТО-Україна для Апарату Верховної Ради України та Департаменту освіти і науки виконавчого органу Київської міської ради (Київської міської державної адміністрації) розробляла та проводила тренінги з метою підвищення кваліфікації керівників різних рівнів та фахівців галузі освіти.
Стажувалася у Швеції де ознайомилася із особливостями кроскультурного менеджменту; Литві де вивчала напрями посилення ролі українських ВНЗ у реалізації державної політики з розвитку людських ресурсів та наданні послуг з розвитку лідерського та організаційного потенціалу та брала участь у розробці методологічного та навчального середовища (контент, методи, інструменти) для ефективної реалізації університетами послуг з розвитку лідерського та організаційного потенціалу у сфері освіти.